# Љубомир Танасковић
Љубомир (Љубиша) Танасковић (Богошевац, Средска, код Призрена, 14. март 1942 – Београд, 2017) био је српски сликар, професор ликовне уметности и директор Галерије уметности у Приштини.

## Живот и дело
Основну школу похађао је у Призрену и Приштини, а завршио је у Обилићу 1957. године. У Пећи је завршио Школу за примењену уметност у трајању од пет година 1962. године. Дипломирао је на Вишој педагошкој школи у Приштини (1964) на Одсеку за ликовну уметност. Радио је у РЕХК „Косово“ у Обилићу, потом, након одслужене војске, у Основној школи „Братство“ у Обилићу предавао ликовну уметност. Након неколико година наставља студије на Националној школи лепе уметности у Лиону, у Француској, где 1974. године дипломирао сликарство. Постдипломске студије завршио је на Факултету уметности у Приштини, у класи професора Хилмије Ћатовића. Од 1975. године ради као професор ликовне уметности у Учитељској школи у Приштини, Гимназији „Иво Лола Рибар“, Музичкој школи „Стеван Мокрањац“ и Педагошкој академији „Миладин Поповић“ у Приштини. Од 1980. године директор је Центра за културолошка занимања у Приштини, а од 1988. самостални је стручни саветник за заштиту и коришћење културних добара у Секретаријату за образовање, науку и културу Покрајинског извршног већа у Приштини. Од 1993. године директор је Галерије уметности у Приштини. После бомбардовања СРЈ од стране НАТО земаља, одлучио је да остане у Приштини, али је 5. августа киднапован од стране припадника УЧК и, уз интервенције и реаговања власти Републике Србије, након неколико дана ослобођен. Потом је до своје смрти живео у Београду. 
За време његовог директоровања приштинска ликовна публика је у овој галерији видела изложбе слика Миће Поповића, Саве Шумановића, Александра Цветковића, Божидара Дамјановског, Драгана Мојовића, као и значајнијих уметника с Косова и Метохије. Учествовао је на бројним ликовним колонијама, те конгресима СУЛУЈ-а у Кумровцу, Тузли и Скопљу. Био је на студијским боравцима у Француској, Италији, Аустрији, Пољској, Бугарској и Грчкој. Био је председник Удружења ликовних уметника Косова и Метохије, члан Председништва Савеза ликовних уметника Југославије и Председништва Ликовних уметника Србије, те Председништва Фото-кино савеза Србије.
Љубиша Танасковић се бавио и уметничком фотографијом и филмском режијом, а у младости рукометом. Марта 2019. у Кући Ђуре Јакшића у Београду организована је изложба сачуваних слика Љубише Танасковића „Свет моје слике“, која је 10. априла пренета у Галерију Дома културе у Грачаници. 

## Награде
- Златна значка КПЗ Србије
- Ликовна награда „Лонгин“ за укупно стваралаштво, 2004.

## Самосталне изложбе
- Лион, Галерија уметности, 1973.
- Лион, Галерија уметнсоти, 1974.
- Марсељ, Галерија уметности и архитектуре, 1974.
- Средска, Основна школа, 1977.
- Грожњан, Гелерија УЛУК-а, 1988.
- Приштина, Галерија уметности, 1995.
- Грачаница, Дом културе, 2005.